# I Feed You My Love
„I Feed You My Love“ je píseň norské zpěvačky Margaret Berger, vydáná jako pilotní singl ze třetího studiového alba New Religion (2013). Autory písně jsou Karin Park a MachoPsycho, producentem je MachoPsycho.
Píseň vešla ve známost, když reprezentovala Norsko na Eurovision Song Contest 2013 ve švédském Malmö. Píseň bojovala o kvalifikaci do finále ve 2. semifinále 16. května 2013. Ve finále 18. května získala nejvyšší ohodnocení 12 bodů ze tří zemí (Dánsko, Švédsko a Finsko) a celkově se umístila čtvrtá s celkovým počtem 191 bodů, což bylo nejlepší umístění Norska v soutěži od svého posledního vítězství v roce 2009 a jejich šesté nejlepší umístění vůbec.
Od objevení na Eurovision Song Contest se píseň umístila v žebříčcích iTunes po celé Evropě a celém světě, včetně Austrálie.

## Seznam skladeb
Digitální stažení
1. I Feed You My Love – 3:02

Digitální stažení
1. I Feed You My Love (Extended Version) – 3:19

Remixes EP
1. I Feed You My Love – 3:02
2. I Feed You My Love (Macho Collective Remix) – 3:15
3. I Feed You My Love (Robin Low Remix) – 6:15
4. I Feed You My Love (Jay Hardway Remix) – 4:58
5. I Feed You My Love (Dan Miles & Di Ferro Remix) – 6:11
6. I Feed You My Love (Torus Flow Remix) – 6:11
7. Video: I Feed You My Love (Official Norwegian ESC Entry) – 3:11
8. Video: I Feed You My Love (Official Promo Video) – 3:02

## Žebříčky
| Žebříček (2013)                         | Nejvyšší pozice |
| --------------------------------------- | --------------- |
| Rakousko (Ö3 Austria Top 40)            | 51              |
| Vlámsko (Ultratip Flanders)             | 24              |
| Dánsko (Tracklisten)                    | 36              |
| Finsko (Suomen virallinen latauslista)  | 3               |
| Německo (Media Control Charts)          | 24              |
| Irsko (IRMA)                            | 54              |
| Nizozemsko (Mega Single Top 100)        | 49              |
| Norsko (VG-lista)                       | 4               |
| Švédsko (Sverigetopplistan)             | 33              |
| Švýcarsko (Schweizer Hitparade)         | 26              |
| UK (UK Indie/Official Charts Company)   | 13              |
| UK (UK Singles/Official Charts Company) | 80              |